# Vieille-Église
Vieille-Église är en kommun i departementet Pas-de-Calais i regionen Hauts-de-France i norra Frankrike. Kommunen ligger i kantonen Audruicq som tillhör arrondissementet Saint-Omer. År 2022 hade Vieille-Église 1 496 invånare.

## Befolkningsutveckling
Antalet invånare i kommunen Vieille-Église
| Referens: INSEE |